# Friedhofskirche hl. Michael (Rankweil)
Die Friedhofskirche hl. Michael steht in einem ummauerten Friedhof auf dem Liebfrauenberg im Nordosten der Liebfrauenbergkirche in der Marktgemeinde Rankweil in Vorarlberg. Die Kirche steht unter Denkmalschutz.

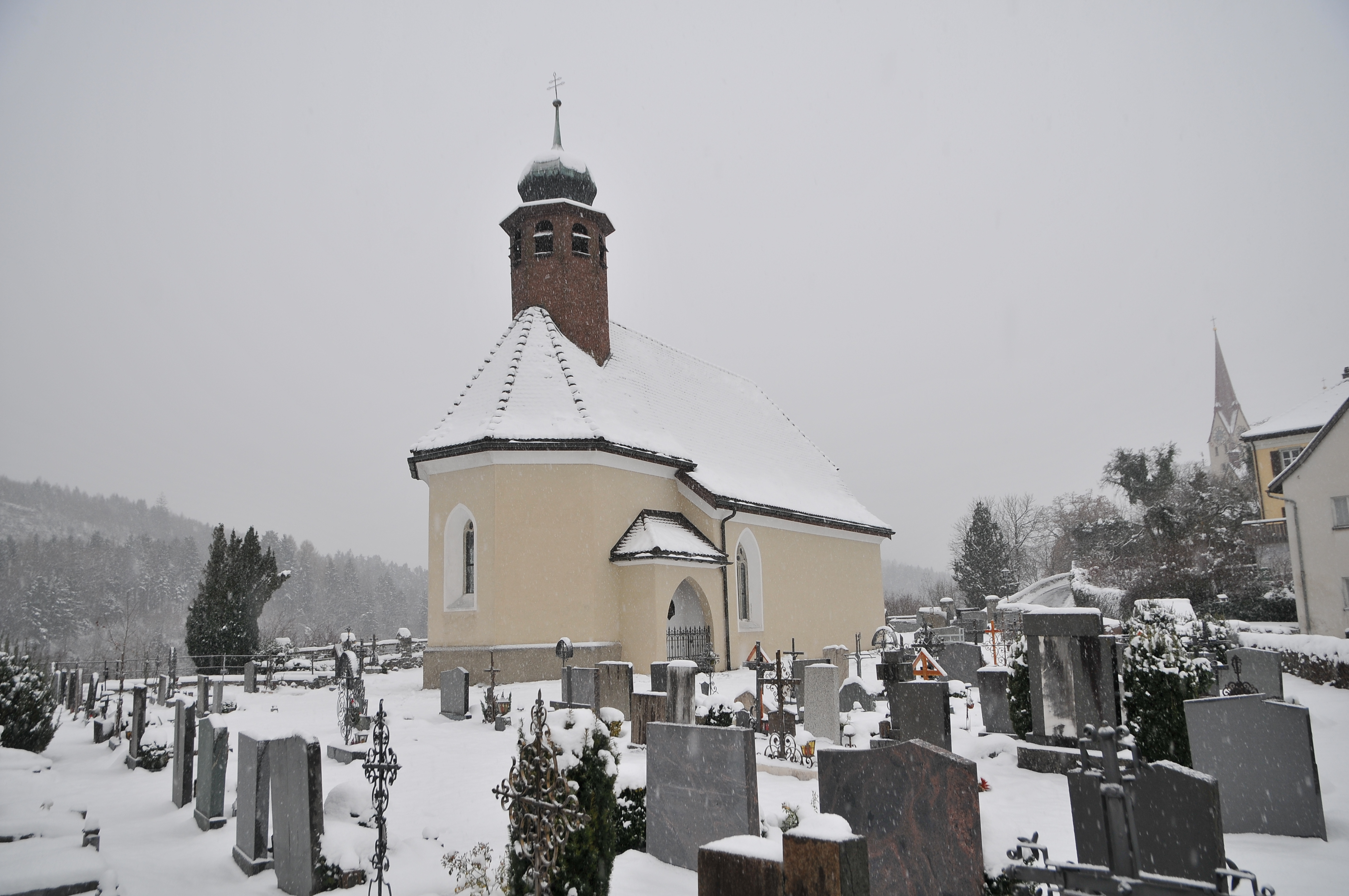
Friedhofskirche hl. Michael (2012)

## Geschichte
Die 1300 in einem Ablassbrief genannte Kirche wurde 1533 neu errichtet und von 1893 bis 1894 restauriert.

## Architektur
Die Kirche besteht aus einem Langhaus als Rechteckbau unter einem Satteldach, einem eingezogenen Chor unter einem Krüppelwalmdach, und einem achteckigen Glockenturm über dem Chor. Der Turm hat Rundbogenschallöffnungen und eine Zwiebelhaube. Das mit 1533 datierte Spitzbogenportal mit Rundstab und Kehlung wird durch ein Vordach geschützt. Der Raum wird durch Flachbogenfenster mit Maßwerk und Spitzbogenfenster erhellt. Den Saalraum überspannt eine trapezförmige Decke. Hinter einem eingezogenen spitzbogigen Chorbogen befindet sich der eingezogene zweijochige Chor mit 3/8-Schluss mit einem Netzrippengewölbe und zwei Spitzbogenfenstern. 
Die Fresken schufen 1893/1894 Johann Kärle und Emmanuel Walch: Im Chor links die Heiligen Agnes, Aloysius und Joseph, rechts die heilige Cäcilia und im Gewölbe die Heiligen Margaretha, Magdalena, Theresia, Notburga, Gabriel, Raphael, Germania, Franziska, Klara und Juliana. Am Chorbogen ist Christus als Weltenrichter mit Posaunenengel dargestellt, im Langhaus der heilige Michael und das Fegefeuer mit Kirche und Papst, an den Wänden links die Glorie Christi und rechts Christus mit dem Buch der Sieben Siegel mit Verdammten.

## Ausstattung
Der neugotische Hochaltar trägt Reliefs, mittig mit dem hl. Michael, links der hl. Joachim, rechts die hl. Anna, im Auszug der hl. Joseph, alle aus dem Ende des 19. Jahrhunderts. Die Figuren der Chorbogenwand, links Maria Immaculata und rechts Herz Jesu, stammen aus dem 20. Jahrhundert, das Kruzifix aus dem 17. Jahrhundert.
Nördlich im Chor befindet sich die Grabstätte von Franz Ammann als offene Nischenarkade mit einem Kruzifix aus dem Ende des 19. Jahrhunderts.

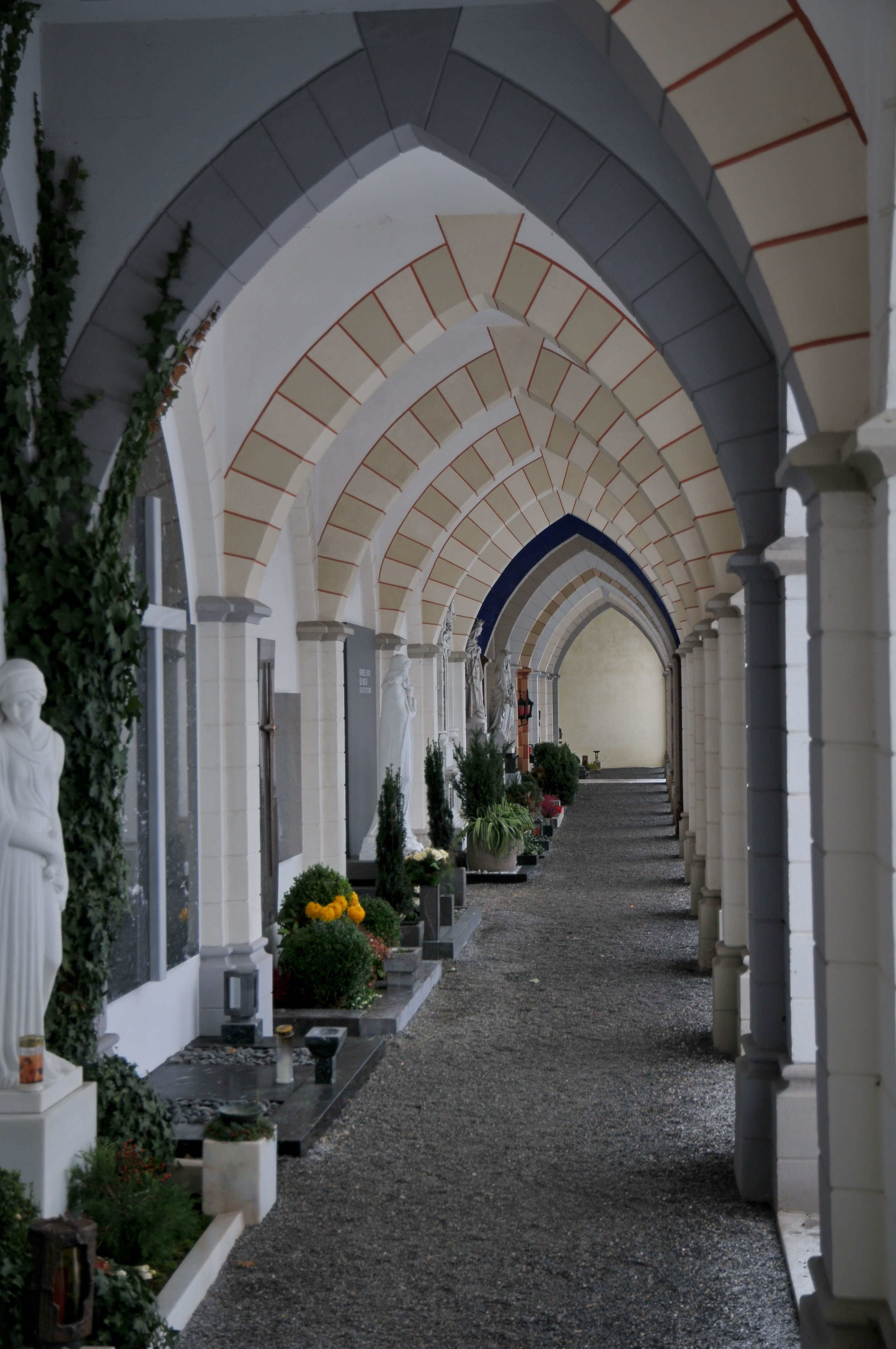
Arkaden im Friedhof (2012)

## Friedhof St. Michael
Der 1901 errichtete Friedhof St. Michael steht unter Denkmalschutz. Der Friedhof wird auch als unterer Friedhof vom oberen Friedhof im Hof der Liebfrauenbergkirche unterschieden. Bemerkenswert sind die neugotischen Arkaden mit Flachdecken. Das Eingangsportal zum Friedhof ist mit einem Spitzbogen mit Dreieckgiebel und Strebepfeilern versehen.